# Velika loža Queensland
Velika loža Queensland je prostozidarska velika loža v Queenslandu, ki je bila ustanovljena 21. aprila 1921.
Združuje 407 lož, ki imajo skupaj 17.174 članov.